# Mount Wanous
Mount Wanous är ett berg i Antarktis. Det ligger i Västantarktis. Argentina, Chile och Storbritannien gör anspråk på området. Toppen på Mount Wanous är 1 660 meter över havet, eller 260 meter över den omgivande terrängen. Bredden vid basen är 1,1 km.
Terrängen runt Mount Wanous är platt åt nordost, men åt sydväst är den kuperad. Trakten är obefolkad. Det finns inga samhällen i närheten.